# Kleincellig carcinoom
Een kleincellig carcinoom  is een kwaadaardige metaplasie die uitgaat van neuroendocriene cellen. Meestal is het kleincellig carcinoom centraal gelokaliseerd binnen de long, maar het kan zich ook uiten als baarmoederhalskanker.
Deze vorm geeft vaak een slechtere prognose dan een grootcellig carcinoom in eenzelfde stadium. De gevoeligheid voor chemotherapie is heel wisselend. Ten opzichte van grootcellige vormen worden er vaker para-neoplastische syndromen waargenomen.
De variant in de longen wordt in veruit de meeste gevallen veroorzaakt door roken.